# Arçon
Arçon és un municipi francès situat al departament del Doubs i a la regió de Borgonya - Franc Comtat. L'any 2007 tenia 762 habitants.

## Demografia

### Població
El 2007 la població de fet d'Arçon era de 762 persones. Hi havia 286 famílies de les quals 57 eren unipersonals (16 homes vivint sols i 41 dones vivint soles), 98 parelles sense fills, 123 parelles amb fills i 8 famílies monoparentals amb fills.
La població ha evolucionat segons el següent gràfic:
Habitants censats

### Habitatges
El 2007 hi havia 325 habitatges, 284 eren l'habitatge principal de la família, 23 eren segones residències i 18 estaven desocupats. 282 eren cases i 43 eren apartaments. Dels 284 habitatges principals, 221 estaven ocupats pels seus propietaris, 48 estaven llogats i ocupats pels llogaters i 14 estaven cedits a títol gratuït; 15 tenien dues cambres, 29 en tenien tres, 60 en tenien quatre i 179 en tenien cinc o més. 264 habitatges disposaven pel capbaix d'una plaça de pàrquing. A 110 habitatges hi havia un automòbil i a 165 n'hi havia dos o més.

### Piràmide de població
La piràmide de població per edats i sexe el 2009 era:
| Homes | Edats   | Dones |
| ----- | ------- | ----- |
| 0     | 95 o +  | 4     |
| 0     | 90 a 94 | 0     |
| 4     | 85 a 89 | 4     |
| 0     | 80 a 84 | 4     |
| 4     | 75 a 79 | 8     |
| 20    | 70 a 74 | 16    |
| 16    | 65 a 69 | 8     |
| 8     | 60 a 64 | 24    |
| 12    | 55 a 59 | 16    |
| 40    | 50 a 54 | 32    |
| 28    | 45 a 49 | 28    |
| 24    | 40 a 44 | 24    |
| 20    | 35 a 39 | 12    |
| 32    | 30 a 34 | 16    |
| 24    | 25 a 29 | 36    |
| 36    | 20 a 24 | 16    |
| 60    | 15 a 19 | 44    |
| 32    | 10 a 14 | 20    |
| 12    | 5 a 9   | 8     |
| 4     | 0 a 4   | 8     |

## Economia
El 2007 la població en edat de treballar era de 519 persones, 388 eren actives i 131 eren inactives. De les 388 persones actives 370 estaven ocupades (207 homes i 163 dones) i 18 estaven aturades (10 homes i 8 dones). De les 131 persones inactives 55 estaven jubilades, 37 estaven estudiant i 39 estaven classificades com a «altres inactius».

### Ingressos
El 2009 a Arçon hi havia 294 unitats fiscals que integraven 784,5 persones, la mediana anual d'ingressos fiscals per persona era de 20.813 €.

### Activitats econòmiques
Dels 17 establiments que hi havia el 2007, 3 eren d'empreses de fabricació d'altres productes industrials, 4 d'empreses de construcció, 4 d'empreses de comerç i reparació d'automòbils, 2 d'empreses d'hostatgeria i restauració, 1 d'una empresa financera, 1 d'una entitat de l'administració pública i 2 d'empreses classificades com a «altres activitats de serveis».
Dels 7 establiments de servei als particulars que hi havia el 2009, 1 era un taller de reparació d'automòbils i de material agrícola, 1 paleta, 1 fusteria, 1 electricista, 1 perruqueria, 1 restaurant i 1 saló de bellesa.
L'any 2000 a Arçon hi havia 24 explotacions agrícoles que ocupaven un total de 1.387 hectàrees.

## Equipaments sanitaris i escolars
El 2009 hi havia una escola elemental.

## Poblacions més properes
El següent diagrama mostra les poblacions més properes.